# アタナシオス派

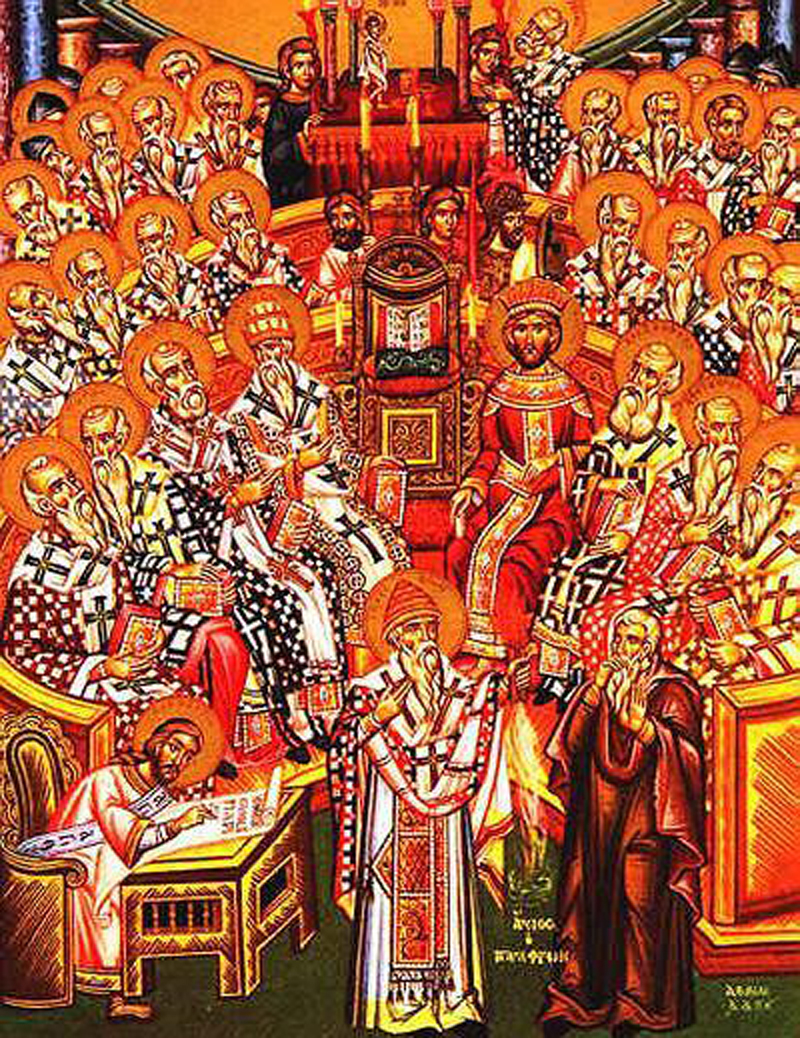
第一ニカイア公会議（第一全地公会）を画いた正教会のイコン

アタナシオス派は、キリスト教において、アレクサンドリアのアタナシオスの指導の下に、父なる神と子なる神であるキリストは同本質（同質とも。ホモウシオス、ギリシア語: όμοούσιος）であると主張した派を指す用語。ラテン語表記から転写してアタナシウス派とも呼ばれる。
同派につき、キリスト教を扱う専門的文献では「ニカイア派」「ニケア派」（英語: Nicene, Nicaean）等と呼び、「アタナシオス派」とはまず呼ばない（後述）。

## 用語「アタナシオス派」「ニカイア派」
「アタナシウス派（アタナシオス派）」は、アリウス派に対抗し、その後キリスト教主流派において正統と認められた一派として、日本の高等学校教育での世界史科目においてしばしば登場する用語であるが、キリスト教を扱う専門的文献にはこの用語はほとんど出て来ない。
まず第一に、アレクサンドリアのアタナシオスの主張はアタナシオス一人によって始められたものではない。第一ニカイア公会議（第一全地公会）においてアタナシオスがアリウス派に反駁したことで名声を得て、三位一体の教理確立が彼の主要な功績に数えられるのは事実であるが、アタナシオスは公会議にアレクサンドリア主教アレクサンドロスの随行員・秘書として赴いており、その際の地位は輔祭（助祭・執事）であって、主教の意向を無視して独断で行動できる身分ではなかった（他方、20代の若年であったにもかかわらず活躍したことが特筆されもする）。特に、アタナシオスにとって師であるアレクサンドロスは、公会議以前からアリウス派に対する論駁を行っていた。
また、アタナシオスの側に立った者の中には著名な聖人となった者もいるほか（例：ミラのニコラオス、ポワティエのヒラリウス）
、アタナシオス永眠後に、アリウス派に反駁して第一コンスタンティノポリス公会議（第二全地公会）で第一ニカイア公会議での決定の再確認に寄与したのはカッパドキア三教父であり、アタナシオス一人に三位一体論の教義・教理を帰するのは適切ではない。
このような事情もあって、キリスト教を専門的に扱う文献においては「アタナシオス派」といった用語は使われず、代わりにニカイア公会議の地名に由来する「ニカイア派」「ニケア派」「ニカイア正統派」といった用語が使われる。

## アリウス派とニカイア派（アタナシオス派）の論争内容
アリウス派はイエス・キリストの神性を否定していたと言われることがあるが、アリウスもキリストの神性については進んで言おうとしていた。アリウス派とニカイア派の論点は、子なる神が永遠の昔から存在していたか否か、子なる神は被造物か否か、その神性は同本質か否か、といった問題にあった。
アリウス派の主張の概略を挙げる。
- イエスにおいて受肉（藉身）したロゴスは永遠の昔から存在したものではなく、被造物であった[11]。
- イエス・キリストの神性は本性によるのではなく養子とされたことによると強調[11]。

これに対し、アレクサンドリア主教アレクサンドロス（アレクサンドリアのアタナシオスの師）は、子（イエス・キリスト）の完全で永遠の神性を強調し反駁（つまり「子」は被造物ではなく、永遠の昔から存在したと主張）。ニカイア公会議においてはアタナシオスがアリウス主義への反駁に活躍した。
その結果、ニカイア公会議において、アリウス主義を異端と断罪しつつニカイア信条が採択されたが、問題となる部分は次の通りである。
このように、ニカイア公会議はイエス・キリストについて、以上のように「神の御子～（中略）～来たり給う」とまとめたが、父（父なる神）と子（子なる神）は同本質（同質、ホモウシオス、ギリシア語: όμοούσιος）であるとした定式の妥当性を巡る議論はその後も継続した。「同本質」の語彙からは、ニカイア派から異端とされたサベリウス主義への傾斜が警戒されたためであった。
父と子の同本質（同質、ホモウシオス）を巡る最終的な解決は第一コンスタンティノポリス公会議（第二全地公会）まで持ち越されることとなり、その決着にはカッパドキア三教父が活躍した。